# Янковиці (Хшановський повіт)
Янковиці (пол. Jankowice) — село в Польщі, у гміні Бабиці Хшановського повіту Малопольського воєводства.
Населення — 749 осіб (2011).
У 1975-1998 роках село належало до Катовицького воєводства.

## Демографія
Демографічна структура станом на 31 березня 2011 року:
|          | Загалом | Допрацездатний вік | Працездатний вік | Постпрацездатний вік |
| -------- | ------- | ------------------ | ---------------- | -------------------- |
| Чоловіки | 370     | 66                 | 259              | 45                   |
| Жінки    | 379     | 56                 | 235              | 88                   |
| Разом    | 749     | 122                | 494              | 133                  |